# كليب الفواز
كليب سعود الفواز (15 تشرين الأول 1950- 8 كانون الثاني 2017) هو دبلوماسي أردني وعضو مجلس الأعيان ووزير الدولة لشؤون مجلس الوزراء (سابقاً) وأمين عام حزب الإصلاح الأردني.

## النشأة والتعليم
وُلد الفواز في بلدة صبحا في محافظة المفرق في الأردن في عام 1950. والده هو سعود غالب الفواز، شيخ قبيلة السردية. عند زيارتها للمنطقة خلال الفترة ما بين 1913-1914، قامت الباحثة والمستكشفة البريطانية غيرترود بيل بزيارة قبيلة السردية حيث قامت بتوثيق تلك الزيارة من خلال الرسائل والصور، التي تضمنت صورة لجده غالب.
حصل على شهادة البكالوريوس في الإدارة العامة والعلوم السياسية من الجامعة الأردنية في عام 1975، ثم على الماجستير في العلاقات الدولية من جامعة فيرلي ديكنسن في ولاية نيوجيرسي سنة 1977 ثم على درجة الدكتوراه في التاريخ الحديث والمعاصر من معهد التاريخ العربي والتراث العلمي في بغداد عام 1995.

## حياته المهنية
عمل الفواز لأكثر من ثلاثة عقود في البعثات الدبلوماسية الأردنية في جميع أنحاء العالم، حيث خدم كدبلوماسي في السفارة الأردنية في نيودلهي (1979-1983)، والبعثة الأردنية الدائمة في الأمم المتحدة بنيويورك (1984-1988) والسفارات في كل من بغداد (1991-1995) وأوزبكستان (1997-1999). كما شغل الفواز أيضاً منصب القنصل العام الأردني في دبي والإمارات الشمالية (1999-2003) إلى أن عُيّن عضواً في مجلس الأعيان الأردني (2003-2005).
خلال الفترة ما بين 1995-1996: كان الفواز عضو مفاوض في اللجنة الرباعية للنازحين في اتفاقية السلام الأردنية الإسرائيلية، وكذلك عضو في لجنة المفاوضات المتعددة الأطراف للاجئين في مفاوضات السلام.
عُين الفواز وزير الدولة لشؤون مجلس الوزراء في الفترة ما بين 2011-2012، مع رئيس الوزراء الأسبق السيد عون الخصاونة.
أسس كليب الفواز حزب الإصلاح نسخة محفوظة 12 سبتمبر 2019 على موقع واي باك مشين. وشغل منصب الأمين العام للحزب في الفترة ما بين حزيران 2012 لغاية كانون الثاني 2017.

## مؤلفاته
مؤلف كتاب "أمراء حوران آل الفواز مشايخ السردية" وكتاب «المراسلات المتبادلة بين الشريف حسين والعثمانيين 1908 – 1918» دراسة تحليلية، كما قام بنشر عدد من الأبحاث.

## حياته الشخصية
كان متزوجاً من السيدة انتصار العرموطي، ابنة محمد نزّال العرموطي، ولهما أربعة أبناء: زين وهلا وناصر وعنود.

## الجوائز
حاصل على جائزة التميز في الأداء الاقتصادي في مؤتمر السفراء الأردنيين الثاني عام 2003.